# Matt Pelissier
Matt Pelissier – amerykański perkusista. W 2001 roku razem z Gerardem Wayem założył zespół My Chemical Romance.
Pierwszym utworem, który napisał wraz z Gerardem Wayem, była piosenka „Skylines and Turnstiles”. Matt Pelissier, mimo iż był współzałożycielem zespołu, został z niego wyrzucony (dokładne przyczyny są jednak nadal nieznane). Prawdopodobnie przyczyną były problemy Pelissiera z narkotykami. Matt nie mógł sobie poradzić z nałogiem (w odróżnieniu od Gerarda, który na początku także był uzależniony).
Aktualnie jest członkiem zespołu Revenir.